# Conus aureonimbosus
Espèce
Conus aureonimbosus est une espèce de mollusques gastéropodes marins de la famille des Conidae.
Comme toutes les espèces du genre Conus, ces escargots sont prédateurs et venimeux. Ils sont capables de « piquer » les humains et doivent donc être manipulés avec précaution, voire pas du tout.

## Description
Description originale : coquille mince, fragile, mince et allongée ; whorl du corps très poli ; nombreux cordons fins en spirale autour de l'extrémité antérieure ; épaule pointue, coronée de façon obsolète avec des ondulations basses et des bosses arrondies ; spire basse ; protoconque en forme d'aiguille, prolongé, dépassant la spire ; couleur de la coquille jaune crème pâle recouverte de grandes flammules amorphes jaune doré brillant ; milieu du corps avec une bande blanche contenant des rangées de points et de tirets beige pâle ; verticilles de la flèche blancs avec des flammules orange foncé et beige ; protoconque jaune, intérieur de l'ouverture blanc ; pointe antérieure de la coquille jaune ; périostracum mince, jaune, transparent.".
La coquille d'un Conus Aureonimbosus peut varier en taille entre 33 mm et 61 mm. 

Sa coquille est de couleur crème clair, avec des stries bronzées qui la traversent. .

## Distribution
Locus typicus : "(Dragué à partir de) 150 mètres de profondeur, 50 kilomètres au sud d'Apalachicola, Floride, USA."

Cette espèce marine est présente dans l'océan Atlantique Nord au large de la Floride à une profondeur de 150 mètres.

## Taxonomie

### Publication originale
L'espèce Conus aureonimbosus a été décrite pour la première fois en 1987 par le malacologiste américain Edward James Petuch (d) (1949-) dans la publication intitulée « Charlottesville, Virginia: The Coastal Education and Research Foundation »,.

### Synonymes
- Attenuiconus aureonimbosus (Petuch, 1987) · non accepté
- Conus (Attenuiconus) aureonimbosus Petuch, 1987 · appellation alternative
- Dauciconus aureonimbosus (Petuch, 1987) · non accepté

## Identifiants taxonomiques
Chaque taxon catalogué par les bases de données biologiques et taxonomiques possède un identifiant qui permet d'établir un point de référence. Les identifiants de Conus aureonimbosus dans les principales bases sont les suivants :
CoL : XWY5 - GBIF : 5193253 - IRMNG : 11204178 - SeaLifeBase : 567393 - TAXREF : 1558 - 